# Хайнрих (Золмс-Браунфелс)
Вижте пояснителната страница за други личности с името Хайнрих.
Хайнрих фон Золмс-Браунфелс (на немски: Heinrich von Solms-Braunfels, Trajectinus; * 11 януари 1638 в Утрехт; † 19 юли 1693 в битката при Неервинден) е управляващ граф на Золмс-Браунфелс и офицер на нидерландска и английска служба.
Той е единственият син на граф Йохан Албрехт II фон Золмс-Браунфелс (1599 – 1648) и графиня Анна Елизабет фон Даун-Фалкенщайн-Лимбург (1615 – 1706), дъщеря на Йохан Адолф фон Даун-Фалкенщайн (1585 – 1653), граф на Фалкенщайн и Лимбург и графиня Анна Мария фон Насау-Зиген (1589 – 1620).
Внук е на Йохан Албрехт (Алберт) I фон Золмс-Браунфелс(1563 – 1623) и графиня Агнес фон Сайн-Витгенщайн (1568 – 1617), дъщеря на граф Лудвиг I фон Сайн-Витгенщайн и Елизабет фон Золмс-Лаубах. Сестра му Анна Улрика фон Золмс-Браунфелс († 1700 в Утрехт) се омъжва за фрайхер Йохан Христоф фон Вилих и Лотум († 1680) и няма деца.
Той е роден в Утрехт, понеже фамилията му, която поддържала курфюрста и зимния крал Фридрих V фон Пфалц, трябвало да избяга там. Провинцията Утрехт е негов кръстник и той получава от нея доживотна годишна рента от 500 гулдена. Неговата леля Амалия фон Золмс-Браунфелс е съпруга на Фридрих Хайнрих Орански. Фамилията се връща в Браунфелс след края на Тридесетгодишната война.
През 1664 г. Хайнрих образува своя група от конници и участва в турската война в Унгария, но се разболява и се връща. На 25 септември 1683 г. той се жени за графиня Каролина Шарлота Хенриета (Карола Белгика) фон Золмс-Лаубах (1667 – 1752), дъщеря на граф Карл Ото фон Золмс-Лаубах. Бракът е бездетен. През 1683 г. той е генерал-лейтенант.
Той загубва двата си крака в битката при Неервинден през 1693 г. в Нидерландия по време на Деветгодишната война и умира на бойното поле. Погребан е в дворцовата църква в Браунфелс.
Наследен е в Браунфелс и в цял Хунген от братовчед му Вилхелм Мориц фон Золмс-Браунфелс.